# Perijádvärgtyrann
Perijádvärgtyrann (Zimmerius improbus) är en fågel i familjen tyranner inom ordningen tättingar.

## Utseende
Perijádvärgtyrannen är en rätt oansenlig, liten och färglös tyrann. Noterbart är vitaktigt ögonbrynsstreck, gula kanter på vingpennorna och en liten näbb.

## Utbredning och systematik
Perijádvärgtyrann delas in i två underarter med följande utbredning:
- Z. i. tamae – Sierra Nevada de Santa Marta i nordöstra Colombia
- Z. i. improbus – Sierra de Perijá i nordöstra Colombia och nordvästra Venezuela

Tidigare behandlades perijádvärgtyrannen som underart till Zimmerius vilissimus.

## Levnadssätt
Perijádvärgtyrannen hittas i skogar, plantage och ungskog. Den ses vanligen enstaka eller i par mellersta och övre skikten. Den påträffas vanligen sittande rätt vågrätt med stjärten något rest. Födan består huvudsakligen av bär.

## Status
Arten har ett stort utbredningsområde och beståndet anses vara stabilt. Internationella naturvårdsunionen IUCN listar den därför som livskraftig (LC).

## Namn
Släktesnamnet Zimmerius hedrar amerikanske ornitologen John Todd Zimmer.